# Daan Vervaet
Daniël (Daan) Vervaet (Kalken, 8 april 1939 – Anderlecht, 3 april 1990) was een Belgisch politicus uit de provincie Vlaams-Brabant. 

## Levensloop
Daan Vervaet, afkomstig uit een groot plattelandsgezin, was leraar Germaanse talen aan het Sint-Niklaasinstituut in Anderlecht. Hij werd politiek actief voor de Volksunie en was voor deze partij van 1976 tot aan zijn dood gemeenteraadslid van Sint-Pieters-Leeuw. Hij was een vurig verdediger van het natuurschoon, het cultureel erfgoed van de gemeente en het Pajottenland in het algemeen. Hij stond bekend als een charismatisch man die mensen motiveerde en acties in gang zette. Onder meer met zijn inzet voor de natuur begeesterde hij veel jongeren. Als politicus was zijn motto 'Groen en Vlaams'.
Hij was een van de eersten die over kansarmoede sprak. Hij was begaan met Vlaams-Brabant, niet alleen omdat hij het uit defensieve overwegingen tegen de expansie van Brussel wilde behoeden, maar vanwege de waarde van het landschap op zichzelf. Hij wilde het Nederlandstalig karakter van dat gebied veilig stellen en hij kwam tegelijkertijd op voor het milieu en voor het kleinschalige land- en tuinbouwbedrijf. In de Leeuwse deelgemeente Vlezenbeek, waar hij woonde, was hij ook zeer actief. De Vlaamse werkgroep DE VREDE VZW werd opgericht in 1979 onder zijn impuls. Deze werkgroep organiseert tal van activiteiten, waaronder sinds 1983 de jaarlijkse aardbeienjogging.
Via 'Opbouwwerk Pajottenland' werd mede door Vervaet te Gaasbeek de eerste Boerenmarkt opgericht. 
Ook was hij actief in de nationale politiek. Van 1981 tot 1985 en van 1987 tot aan zijn dood in 1990 zetelde hij voor het arrondissement Brussel in de Kamer van volksvertegenwoordigers, waar hij een actief parlementslid was. Tussenin zetelde hij van 1985 tot 1987 als provinciaal senator voor de provincie Brabant in de Senaat.
In de periode december 1981-oktober 1985, en opnieuw van februari 1988 tot aan zijn overlijden op 3 april 1990, had hij als gevolg van het toen bestaande dubbelmandaat ook zitting in de Vlaamse Raad. De Vlaamse Raad was vanaf 21 oktober 1980 de opvolger van de Cultuurraad voor de Nederlandse Cultuurgemeenschap, die op 7 december 1971 werd geïnstalleerd, en was de voorloper van het huidige Vlaams Parlement.
Vervaet overleed onverwacht aan een hartfalen.

## Postuum
- Hij werd in het parlement opgevolgd door Etienne Van Vaerenbergh, de toenmalige burgemeester van Lennik.
- In het parkdomein Groenenberg, op de grens van zijn geliefde Vlezenbeek en Gaasbeek, vertrekt een uitgestippelde wandeling, genoemd naar Daan Vervaet. De wandeling wordt bewegwijzerd door een groene boskabouter (zo werd hij weleens genoemd).